# Yves Bissouma
Yves Bissouma (sinh ngày 30 tháng 8 năm 1996) là một cầu thủ bóng đá chuyên nghiệp chơi ở vị trí tiền vệ cho câu lạc bộ Premier League Tottenham Hotspur và Đội tuyển bóng đá quốc gia Mali.

## Danh hiệu
Tottenham Hotspur
- UEFA Europa League: 2024–25[3]

Đội tuyển Mali
- African Nations Championship á quân: 2016[4]